# Ceraclea alboguttata
Ceraclea alboguttata – gatunek owada z rzędu chruścików i rodziny Leptoceridae. Larwy prowadzą wodny tryb życia.
Gatunek europejsko-zachodniosyberyjski, występuje w prawie całej Europie, w rzekach i jeziorach, limneksen.
W Finlandii mało liczny i występujący lokalnie, w dużych i małych rzeczkach. Obecność stwierdzana także w jeziorach, liczniej w częściach eutroficznych, na dnie piaszczystym. Na Łotwie gatunek bardzo rzadki, występuje w jeziorach, w Estonii tylko w ciekach. Nad Balatonem imagines łowione niezbyt licznie. W Północnej Westfalii zasiedla strefę rhitralu i epipotamalu.